# Repubblica di Sant'Abbondio
La Repubblica di Sant'Abbondio (Republega del Sant Abbondi in lombardo) è stata una nazione storica sorta nel territorio comasco (includente all'epoca anche il Sud dell'odierno Canton Ticino), nata dopo la fine della dinastia viscontea, nel 1447. È sopravvissuta per tre anni, fino a quando, nel 1450, è stata sottomessa al Ducato di Milano guidato da Francesco Sforza.

## Fonti
- books.google.it,  https://web.archive.org/web/20151223091620/https://books.google.it/books?id=MwO8CAAAQBAJ&pg=PT19&lpg=PT19&dq=%22Repubblica+di+Sant%27Abbondio%22&source=bl&ots=dShUPtmaNV&sig=sl8JmfaZJ4szLYojXm-OaARvo0A&hl=it&sa=X&ved=0ahUKEwjz1JLN2fDJAhUFvBoKHe2GAlsQ6AEISjAI#v=onepage&q=%22Repubblica%20di%20Sant%27Abbondio%22&f=false. URL consultato il 23 dicembre 2015 (archiviato dall'url originale il 23 dicembre 2015).